# NGC 5846
NGC 5846 este o astrophysical x-ray source⁠(d) situată în constelația Fecioara. A fost descoperită în 24 februarie 1786 de către William Herschel. Se află la o distanță de 25 de megaparseci de Pământ.